# De regel van 3S
De regel van 3S is een Vlaamse fictieserie. Het is een gezamenlijke productie van VRT en Zodiak Belgium en wordt uitgezonden op kinder- en jeugdzender Ketnet van de VRT. De hoofdpersonages zijn de bevriende jongeren Dries Deckers (Samuël Anastasi), Roos (Dorien De Clippel) en Hassan (Yassine Ouaich) die op speurdersavontuur gaan om criminele zaken op te lossen. De serie telt 52 afleveringen per seizoen en richt zich op een kijkerspubliek vanaf circa 8 jaar. De verhalen hebben humor en spanning.

## Verhaal

### Seizoen 1
Dries was als kind betrokken bij een ontploffing in de chemische fabriek van zijn vader, waarbij zijn vader om het leven kwam. De straling zorgde voor een vreemde bijwerking: als Dries zenuwachtig wordt of zich opwindt, wordt hij onzichtbaar. Zijn beste vrienden zijn het slimme blinde meisje Roos en IT-freak Hassan. De drie wonen aan de kust en zijn surffanaten. Door zijn impulsieve karakter raakt Dries ongewild betrokken bij een criminele zaak waar de politie geen raad mee weet. Hij wil zelf de zaak oplossen en gebruikt daarbij zijn eigen deductiemethode ‘De regel van Dries’; hij wordt hierin bijgestaan door zijn vrienden.

## Rolverdeling

### Vaste rollen
| Acteur                   | Personage        | Opmerking                                        | Periode               |
| ------------------------ | ---------------- | ------------------------------------------------ | --------------------- |
| Samuël Anastasi          | Dries Deckers    |                                                  | Seizoen 1 - Seizoen 3 |
| Dorien De Clippel        | Roos Marijnissen | Radiopresentatrice bij Radio Sjeeker             | Seizoen 1 - Seizoen 3 |
| Yassine Ouaich           | Hassan Saïdi     | Barman van surfclub BO4                          | Seizoen 1 - Seizoen 3 |
| Eve Van Avermaet         | Jana             |                                                  | Seizoen 1             |
| Charlotte Anne Bongaerts | † Sofie          | Leidster van de Happy Hackers, lief van Dries    | Seizoen 2             |
| Daphne Paelinck          | Britt            | Barvrouw van surfclub BO4                        | Seizoen 2             |
| Kalina Malehounova       | Peggy            | Yogalerares                                      | Seizoen 2             |
| Maxime De Winne          | Dirk             | Poetshulp van Inse                               | Seizoen 2             |
| Alix Konadu              | Melanie          |                                                  | Seizoen 3             |
| Ron Cornet               | Benoît Bellemans | Inspecteur, Opa van Sofie                        | Seizoen 1 - Seizoen 3 |
| Viv Van Dingenen         | Linda Libelula   | Bazin van snoepfabriek, voortvluchtige crimineel | Seizoen 1 - Seizoen 3 |
| Tine Laureyns            | Inse Moens       | Dries' moeder                                    | Seizoen 1 - Seizoen 3 |
| Erik Burke               | Mister Ickx      |                                                  | Seizoen 1 - Seizoen 3 |
| Warre Borgmans           | Erik Vingerhoets | Dokter van Dries                                 | Seizoen 1 - Seizoen 3 |
| Danni Heylen             | Danielle Vincke  | Dries' oma                                       | Seizoen 1 - Seizoen 3 |
| Ivan Pecnik              | Tony             | Eigenaar van surfclub BO4, Hassans baas          | Seizoen 1 - Seizoen 3 |
| Bert Cosemans            | Wim Marijnissen  | Roos' vader                                      | Seizoen 1 - Seizoen 3 |
| Jits Van Belle           | Kathy Kriekels   | Roos' moeder                                     | Seizoen 1 - Seizoen 3 |
| Guillaume Devos          | Xander Deckers   | Dries' vader                                     | Seizoen 1 - Seizoen 3 |
| Liesbeth Roose           | L. van Bever     | Balieagente                                      | Seizoen 1 - Seizoen 3 |

### Gastrollen seizoen 1
| Acteur                | Personage                              |
| --------------------- | -------------------------------------- |
| Jakob Beks            | Visser Fonne                           |
| Nathalie Wijnants     | Jana's moeder                          |
| Danny Timmermans      | Jana's vader                           |
| Bob De Moor           | Jana's opa Karel                       |
| Rudy Morren           | Theo Vanstighelen / Markus Gijsbrechts |
| Hans Van Cauwenberghe | Lode, buurman van Roos                 |
| Michael Vergauwen     | Dimitri, handlanger van Linda Libelula |
| Dominique Van Malder  | Undercover politieman                  |
| Reuben De Boel        | Vladimir Andropov, pestkop Dries       |
| Sander Gillis         | Freaky Frits                           |

### Gastrollen seizoen 2
| Acteur               | Personage                                              |
| -------------------- | ------------------------------------------------------ |
| Kevin Bellemans      | Bas Palinck                                            |
| David Cantens        | Lowie Palinck                                          |
| Robbert Vervloet     | Felix Palinck                                          |
| Herman Boets         | Onderhouder kerkhof                                    |
| Wim Danckaert        | Helicopterpiloot                                       |
| Robert de la Haye    | Michael Pinkerman van de Britse geheime dienst         |
| Gerd De Ley          | Mateo, Vader van Tony                                  |
| Christel Domen       | Mevrouw Lodewijks, dochter van Hendrik Lodewijks       |
| Monika Dumon         | Claudine Bellemans, Oma van Sofie, Vrouw van Bellemans |
| Marilou Mermans      | Teresa Zimmerman                                       |
| Wim Van de Velde     | Schepen Wuyts                                          |
| Randall Van Duytekom | Timo, Lief van Britt                                   |

### Gastrollen seizoen 3
| Acteur              | Personage                                              |
| ------------------- | ------------------------------------------------------ |
| Monika Dumon        | Claudine Bellemans, Oma van Sofie, Vrouw van Bellemans |
| Karin Tanghe        | Agatha, fractievoorzitster in het Vlaams Parlement     |
| Chris Thys          | Esther Lambrechts                                      |
| Anne-Mieke Ruyten   | Marjolijn Vandevelde, actrice                          |
| Erik Goris          | Dokter Saverijs                                        |
| Mathias Van Mieghem | Securityagent ziekenhuis                               |
| Jakob Beks          | Gilbert                                                |

## Afleveringen
| Seizoen | Afleveringen | Titelsong              | Uitgezonden     | Uitgezonden    |
| Seizoen | Afleveringen | Titelsong              | Seizoen start   | Seizoensfinale |
| ------- | ------------ | ---------------------- | --------------- | -------------- |
| 1       | 52           | De regel van mijn naam | 30 januari 2017 | 27 april 2017  |
| 2       | 52           | De regel van mijn naam | 5 maart 2018    | 31 mei 2018    |
| 3       | 52           | De regel van mijn naam | 11 maart 2019   | 20 juni 2019   |

## Boeken
- Het geheim van de Octopus
- Popgroep ontvoerd
- Operatie Groenstroom